# TV73
TV73 was een digitale regionale commerciële omroep. TV73 is ontstaan uit de Vughtse Televisie (VTV1). De zender was van 2007 tot en met 24 januari 2021 digitaal te ontvangen via het Ziggo kanaal 44 in het 073-gebied in de provincie Noord-Brabant en het Gelderse Bommelerwaard.

## Programma's
TV73 zendt elke dag vanaf 19.00 uur uit. De zender is te ontvangen in Brabant-Noord maar richt zich voornamelijk op regio 's-Hertogenbosch. De uitzending wordt elk uur herhaald tot de volgende dag 19.00 uur. De slagzin van TV73 luidt 'Daar blijf je naar kijken'.
De programma's worden voornamelijk geproduceerd door het tv-productiebedrijf RDV Media.
Nol Roos behoort tot de presentatoren.

## Uitzendgebied
Berghem, Berlicum, Best, Biezenmortel, Boxtel, Cromvoirt, Den Dungen, Drunen, Empel, Engelen, Esch, Elshout, Gemonde, Geffen, Haaren, Haarsteeg, Halder, Heeswijk-Dinther, Helvoirt, Herpen, Heusden, Hintham, 's-Hertogenbosch, Lith, Lith-Ooijen, Maaskantje, Macharen, Nieuwkuijk, Nistelrode, Nuland, Ooijen, Oss, Rosmalen, Sint-Michielsgestel, Schijndel, Vlijmen, Vinkel, Vorstenbosch en Vught.